# Lycosa yizhangensis
Lycosa yizhangensis är en spindelart som beskrevs av Yin, Peng och Wang 1996. Lycosa yizhangensis ingår i släktet Lycosa och familjen vargspindlar. Inga underarter finns listade i Catalogue of Life.